# Trâmuei do Monte Branco
Trâmuei do Monte Branco  (em francês:  Tramway du Mont-Blanc) é na realidade o nome de uma linha de caminho de ferro de bitola métrica usada no maciço do Monte Branco para ligar a estação de Saint-Gervais-les-Bains-Le Fayet que se encontra a 580 m de altura, com o glaciar de Bionnassay e mais precisamente com a estação do Ninho da Águia a  2 372 m, pelo que é a mais alta linha de caminho de ferro da França.
Explorada pela Companhia do Monte Branco que gere também as subidas mecânicas do maciço do Monte Branco e entre outros o caminho de ferro do Montenvers.

## História
Em 1879, quando a companhia dos caminhos de ferro de Paris-Lyon-Méditerranée se prepara a construir a linha Annemasse-Annecy por La Roche-sur-Foron, está prevista uma estação no parte alta do vale do Arve, e a sua concessão é feita à PLM em 1886.
A totalidade da linha entre Le Fayet e o Nid d'Aigle é aberta em 1912, data da sua exploração com tracção a vapor até aos anos 1930. Depois da compra da companhia pelo industrial Pierre Nourry numa altura em que a companhia estava numa situação financeira difícil e que ao mesmo tempo ele queria modernizar o acesso ao seu Hotel no colo da Voza, a sua electrificação é efectuada em 1957, e em paralelo com a aquisição de três automotrices com capacidade de 70 lugares.
A exploração não é financeiramente rentável pelo que a companhia fusiona com a Compagnie des téléphériques de la Vallée Blanche (CTVB) de forma a integrar-se ao projecto de subidas mecânicas da região. A associação criada fica com o nome de Société touristique du Mont-Blanc (STMB).
A partir de 2000 o Tramway do Monte Branco faz parte da Companhia do Monte Branco.

## Imagens

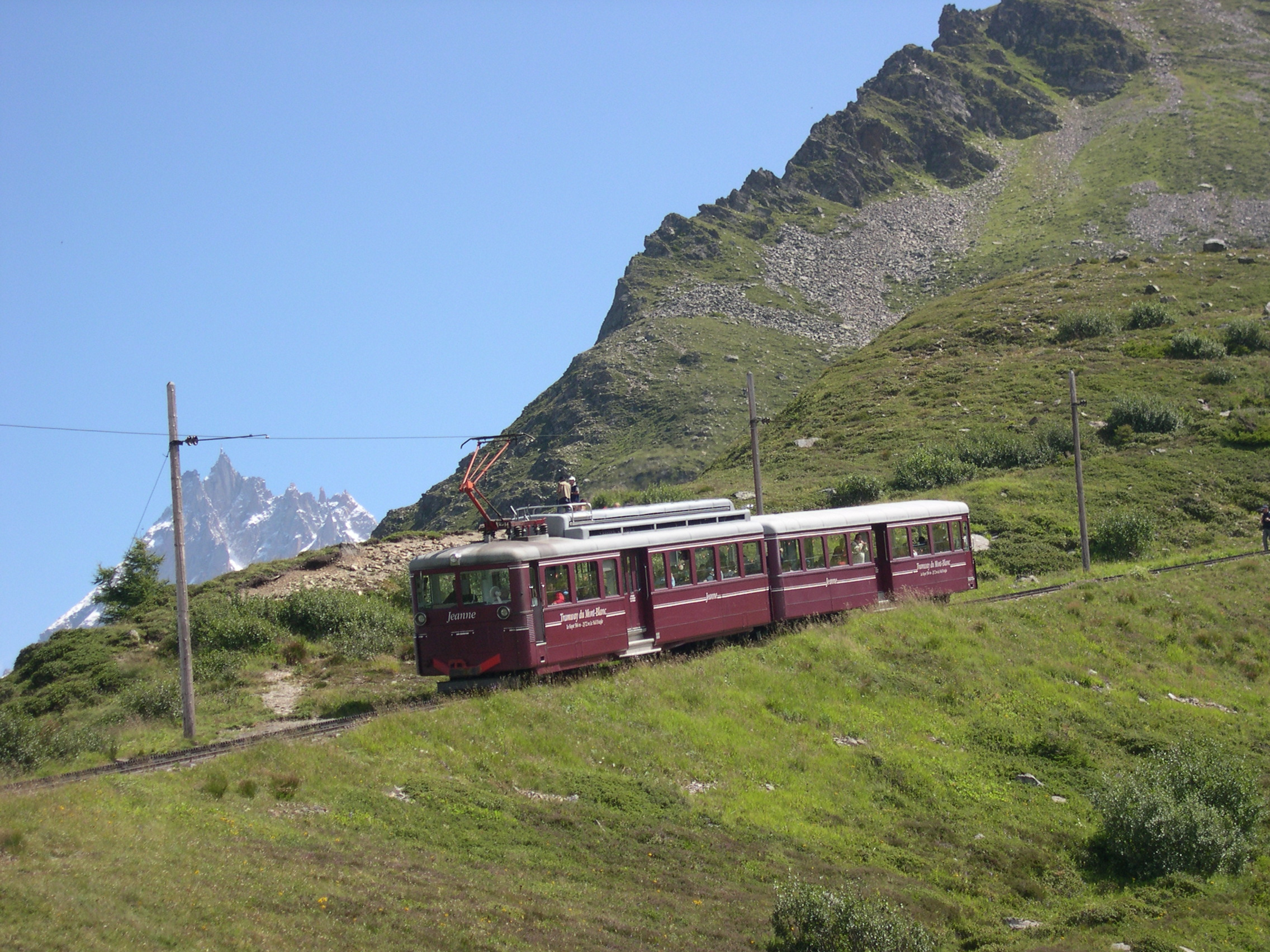
Uma composição da TMB
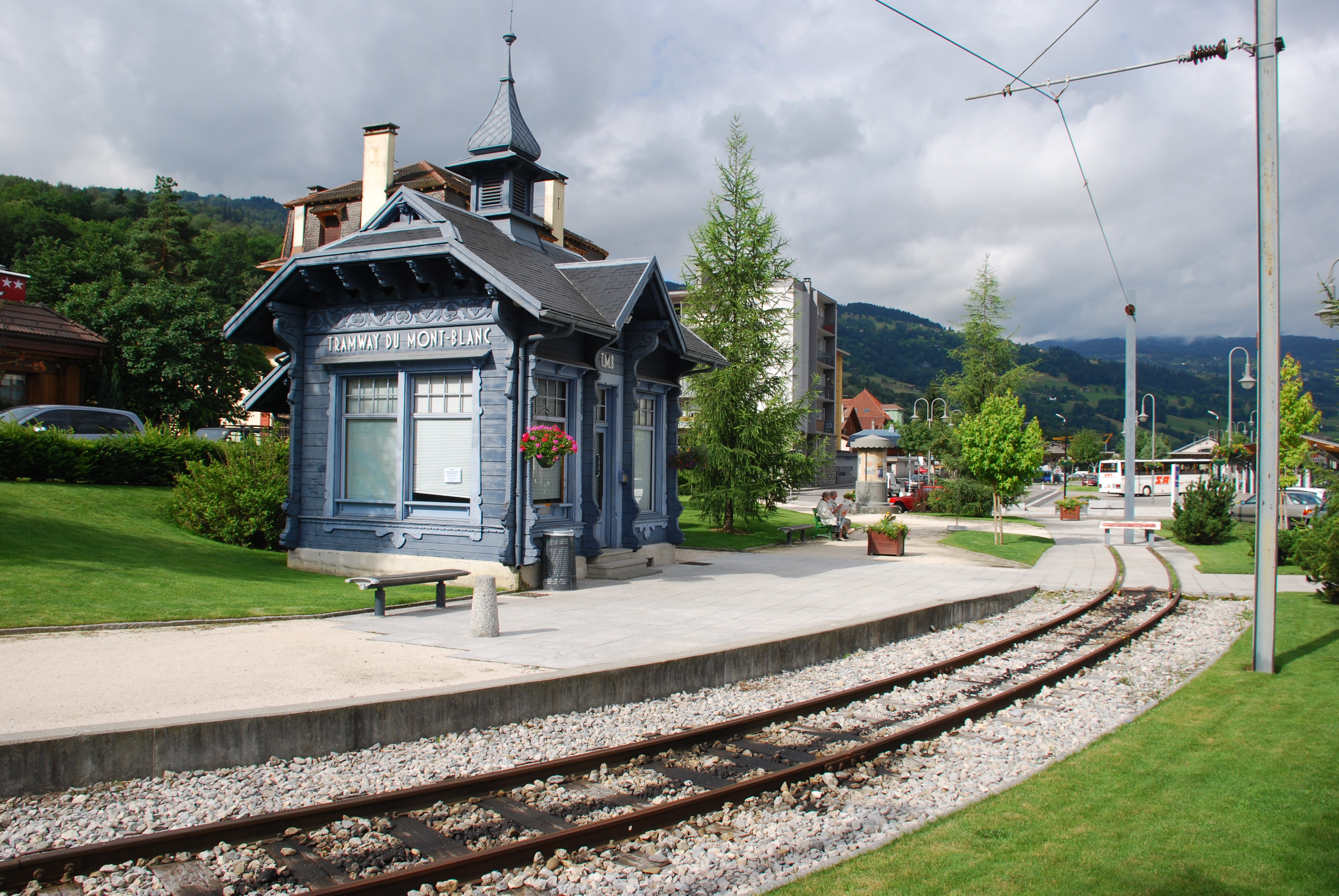
Estação da PLM no Fayet
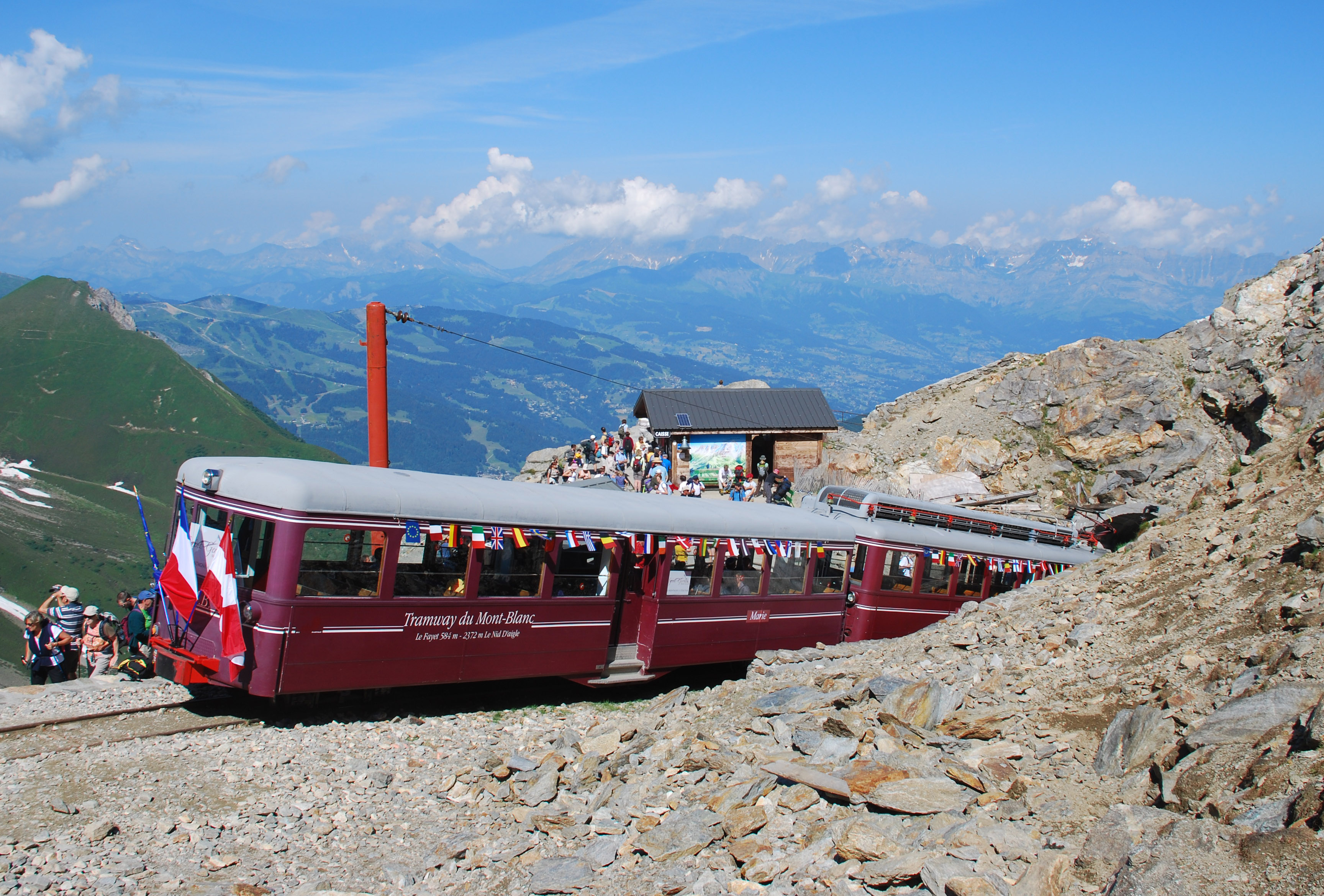
Chegada ao Nid d'Aigle
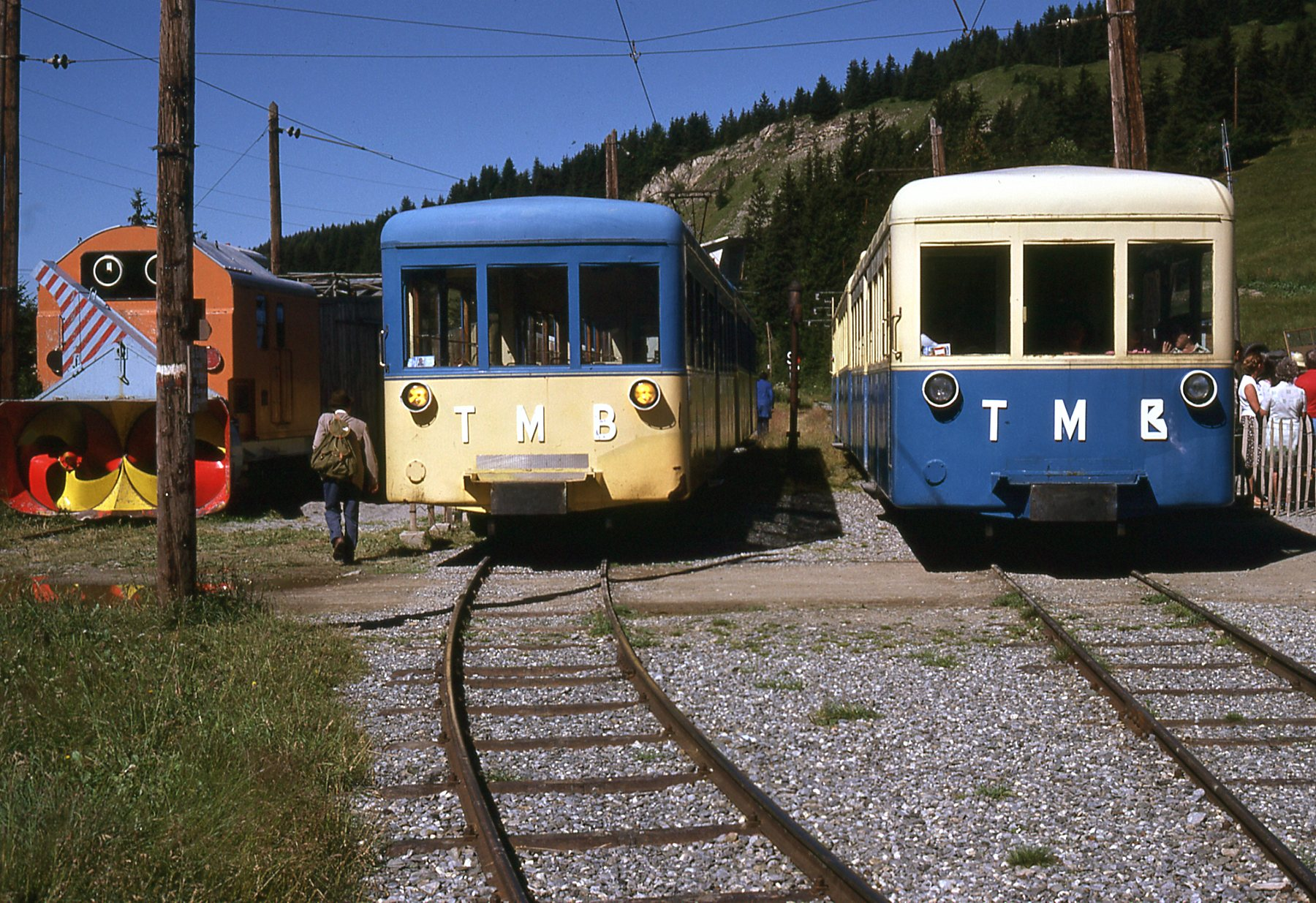
Duas antigas automotora eléctricas
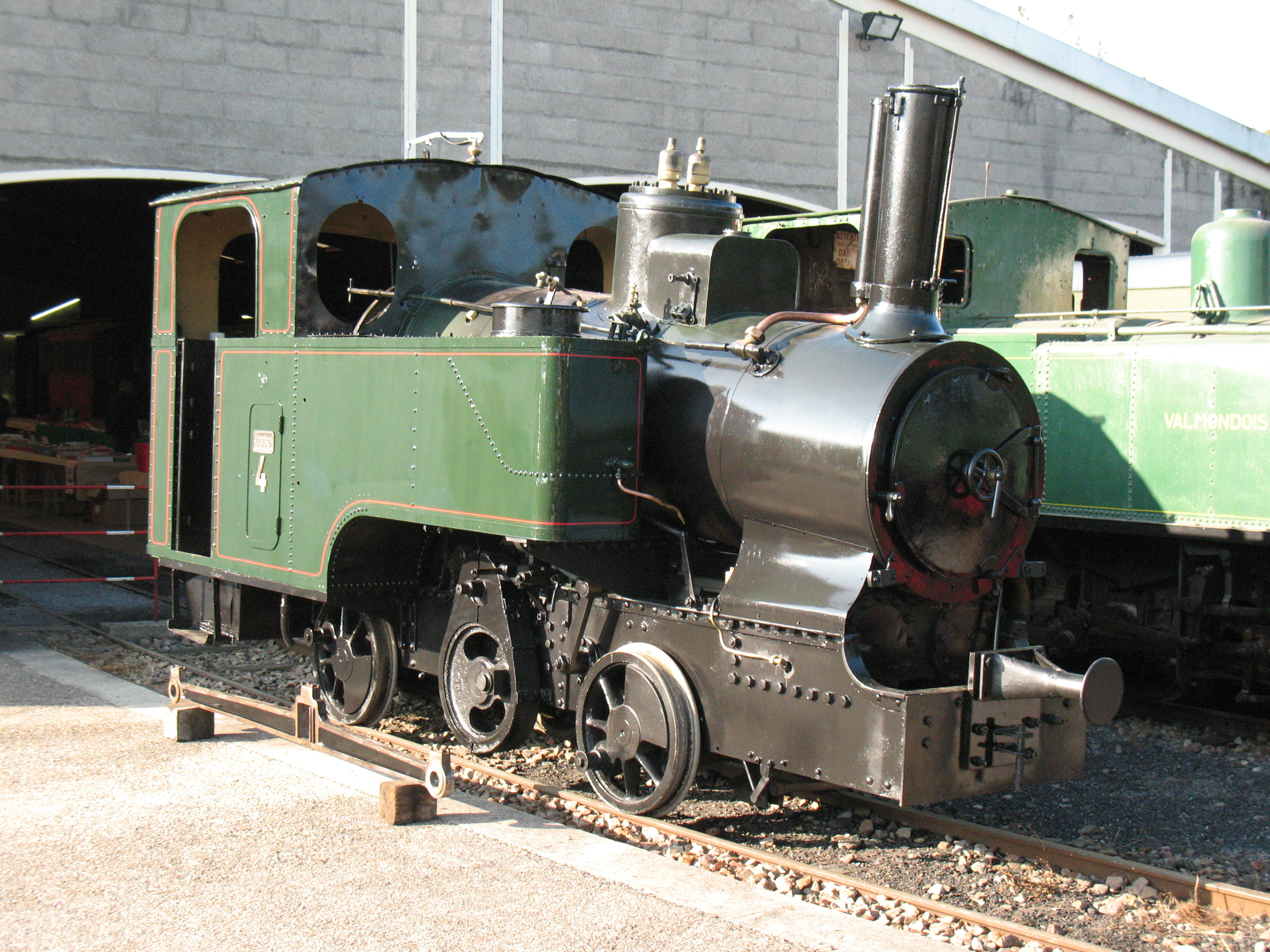
A T-4 da TMB depois do seu restauro